# Valea Mare (okręg Covasna)
Valea Mare – wieś w Rumunii, w okręgu Covasna, w gminie Valea Mare. W 2011 roku liczyła 1051 mieszkańców.